# Betty Everett
Betty Everett (Greenwood, 23 novembre 1939 – Beloit, 19 agosto 2001) è stata una cantante statunitense.
È conosciuta principalmente per il singolo The Shoop Shoop Song (It's in His Kiss) del 1963, che ebbe un grande successo in tutto il mondo, e di cui furono registrate numerose cover, fra cui quella del 1990 di Cher.

## Discografia
- 1962 - Betty Everett & Ketty Lester (con Ketty Lester)
- 1963 - The Shoop Shoop Song (It's in His Kiss)
- 1964 - They're Delicious Together (con Jerry Butler)
- 1968 - I Need You So
- 1969 - There'll Come a Time
- 1970 - Betty Everett Starring
- 1974 -  Betty Everett
- 1974 - Love Rhymes
- 1975 - Happy Endings